# Merle Fräbel
Merle Malou Fräbel (Suhl, 11 de junio de 2003) es una deportista alemana que compite en luge. Ganó una medalla de plata en el Campeonato Mundial de Luge de 2025, en la prueba individual.

## Palmarés internacional
| Campeonato Mundial | Campeonato Mundial | Campeonato Mundial | Campeonato Mundial |
| Año                | Lugar              | Medalla            | Prueba             |
| ------------------ | ------------------ | ------------------ | ------------------ |
| 2025               | Whistler (Canadá)  | Medalla de plata   | Individual         |